# Isabela Island
Isabela Island är en flygplats i Ecuador.   Den ligger i provinsen Galápagos, i den västra delen av landet, 1 400 km väster om huvudstaden Quito. Isabela Island ligger 9 meter över havet. Den ligger på ön Isabela.
Terrängen runt Isabela Island är platt. Havet är nära Isabela Island söderut.  Trakten runt Isabela Island är nära nog obefolkad, med mindre än två invånare per kvadratkilometer. Närmaste större samhälle är Puerto Villamil, 2,0 km sydväst om Isabela Island. I omgivningarna runt Isabela Island växer i huvudsak buskskog.